# Michal Pančík (1982)
Michal Pančík (Brezno, 18 agosto 1982) è un calciatore slovacco, difensore del Podbrezová.

## Carriera

### Club
Ha sempre giocato nel campionato slovacco.

### Nazionale
Con la Nazionale del suo paese ha disputato un solo incontro, nel 2006.